# Hechtsee
De Hechtsee is een meer in de Oostenrijkse deelstaat Tirol.

## Geografie
Het meer ligt in de Beierse Vooralpen ten westen van het Duitse Kiefersfelden en ten noorden van de Tiroolse districtshoofdstad Kufstein. Niet ver van de zuidelijke oever van het meer ligt de Thierberg (760 m.ü.A.). Slechts enkele meters van het noordelijke uiteinde van het meer verwijderd ligt de staatsgrens tussen Duitsland en Oostenrijk.
De belangrijkste toestroom van de Hechtsee is de Hechtbach, die uit een klein dal tussen de Hechtsee en de Längsee komt; het meer, gelegen op een hoogte van 544 meter, watert af via de Kieferbach. Met een oppervlakte van 0,28 km² en een maximale diepte van 56 meter is de Hechtsee het grootste en diepste van de zes meren ten westen van Kufstein. De andere meren, naast de Längsee, zijn de Egelsee, het Maistaller Lacke, de Pfrillsee, de Stimmersee en de Thiersee.
Het meer is vanaf de Tiroler Straße (B171) bereikbaar over de Hechtseestraße (L210).

## Geschiedenis
De vier meren op de Thierberg (Pfrillsee, Längsee, Hechtsee en Egelsee) zijn tektonische verschijnselen. De bekkens zijn mogelijk mede door grotten en karstfenomenen. Het ijs van de Inndalgletsjer heeft de meren reeds in de laatste IJstijd uitgeschuurd en middels smeltwatersedimenten afgedamd.
In 1755 en 1761 steeg het water van het meer dermate, dat bruin, stinkend water buiten de oevers van het meer trad. Als oorzaak van deze zeldzame fenomenen zijn de aardbeving in Lissabon en de nabije ligging van een tektonische transformbreuk (Inndal) aangedragen.

## Hydrologie
De Hechtsee wordt reeds gedurende vele eeuwen door een twee meter hoge muur opgestuwd; zonder die muur zou het waterniveau in het meer aanmerkelijk lager staan. Omdat het meer op een diepte van ongeveer twintig meter uit zuurstofarm, waterstofsulfidehoudend water en tegelijkertijd voedingsrijk water bestaat, wordt sinds het begin van de jaren '90 via een leiding water uit het diepe van het meer weggevoerd.

## Toerisme
De Hechtsee is het meest geliefde recreatiemeer voor de inwoners van Kufstein en wordt in de zomer door vele duizenden toeristen bezocht. Omdat er slechts beperkte parkeergelegenheid aanwezig is, moet de Hechtseestraße op zomerse dagen regelmatig voor verder autoverkeer worden afgesloten. Op slechts enkele honderden meters van de noordoever bevindt zich aan de Kieferbach een stationnetje waar de Wachtl-Express stopt.
Volgens een legende woont in de Hechtsee de waternimf Hechta.